# سرقنا
قرية سرقنا هي إحدى القرى التابعة لمركز ديروط في محافظة أسيوط في جمهورية مصر العربية. حسب إحصاءات سنة 2006، بلغ إجمالي السكان في سرقنا 2110 نسمة، منهم 1097 رجل و1013 امرأة.